# Saison 1956-1957 du Raja Club Athletic
Maillots
Chronologie
Saison précédente Saison suivante
La saison 1956-1957 du Raja Club Athletic s'est déroulée après une interruption de près d'un an due aux troubles politiques liés au Mouvement national marocain. L'essentiel des matchs s'est disputé au titre de la Coupe d'Afrique du Nord, du critérium (qui a remplacé le championnat après son arrêt), du nouveau championnat sous l'égide de la Fédération royale marocaine de football, et puis de la prestigieuse coupe nationale appelé Coupe du Trône, qui représente la Dynastie alaouite et dont le trophée est souvent remis au vainqueur par un membre de la famille royale marocaine.
Il s'agit de la sixième saison du Raja Club Athletic de son histoire depuis sa fondation le 20 mars 1949 et la deuxième après l'indépendance du Maroc. Cette saison voit également la naissance de la rivalité avec le Wydad Athletic Club avec le premier Derby entre eux qui s'est joué le 10 février 1957 et s'est terminé en faveur des Verts (1-0).
Le meilleur buteur du Raja au titre de cette saison est l'attaquant international marocain Abderrahmane Acila avec 11 buts inscrits.

## Contexte historique

### Football marocain
À l'aube du XXe siècle, le football commence à se développer au Maroc, et plus particulièrement à Casablanca. Plusieurs clubs se sont formés dans cette ville après l'annonce du protectorat français en 1912, comme l'Union sportive marocaine (1913), le Racing Athletic Club (1917), ou l'Union sportive athlétique (1920). Cependant, certains clubs existaient bien avant comme le Club athlétique marocain qui a vu le jour en 1902 ou l'Olympique de Casablanca créé en 1904.
Créée le 26 novembre 1922 à Casablanca, la Ligue du Maroc de football était l'association chargée d'organiser les compétitions de football au Maroc lors du Protectorat français du Maroc sous l'égide de la Fédération française de football. Les championnats nationaux n'ont connu aucune interruption lors de la Seconde Guerre mondiale contrairement aux ligues d'Alger, d'Oran, de Constantine et de Tunisie. 
Affiliée à la Fédération française de football avec les quatre autres ligues d'Afrique du Nord, la Ligue du Maroc possédait donc comme ses consœurs le statut de «ligue» ou «championnat» amateur.
Ces ligues représentaient les principales régions de football en Afrique du Nord issues du découpage de l'administration coloniale française. Elles étaient très structurées et hiérarchisés et organisaient des compétitions pour toutes les catégories d'âges en plus d'une dite «corporative» (ou entreprise).
La Ligue du Maroc de football Association et ses compétitions disparaitront en 1956 à la suite de l'indépendance du Maroc. La Fédération royale marocaine de football est ensuite créée et remplace donc la Ligue du Maroc. Pour sa première saison, la FRMF reçoit les affiliations de 310 clubs regroupant 6 087 licenciés. Le critérium remplaça le championnat et devait aboutir à des barrages, chaque équipe devant disputer trois matchs et remporter autant de victoires pour accéder chez l'élite. 

### Raja CA
Après sa création le 20 mars 1949 à Derb Sultan, le Raja ne joue que des matchs amicaux durant plus d'une année avant qu'il ne reçoit finalement l'affiliation de la Ligue du Maroc de Football Association à l'été 1950, lui donnant le droit de rejoindre les championnats nationaux.
Le 15 juillet 1950, Mohamed Naoui reçoit sa licence d'entraîneur de la part de la Ligue du Maroc et devient le premier entraîneur de l'histoire du Raja. Il est reconnu comme l'un des meilleurs attaquants du football marocain au temps du Protectorat français qui portait les couleurs de plusieurs clubs dont l'Union sportive marocaine, et la sélection marocaine coloniale.
Au titre de la saison 1950-1951, le club entame son parcours du fond de la structure footballistique nationale, et arrive en tête de la 3e division-Ligue Chaouia. L'équipe va ensuite monter en 3e division qu'elle va remporter au terme de la saison 1951-1952. Le Raja réussit donc son entrée en Division pré-honneur (D2) où il va évoluer pendant trois saisons avant que les compétitions sportives ne soient arrêtées au Maroc en 1955.

## Avant-saison

### Préparation

#### Tournoi de l'ASPTT
Le Tournoi de l'ASPTT fut organisée avant le début du championnat avec la participation du Raja CA, l'US Marocaine, le Tihad AS et l'ASPTT Casablanca. Le Raja sort des demi-finales malgré un nul contre l'ASPTT (2-2) car le règlement du tournoi donnait l'avantage, en cas de score nul, à l'équipe qui a obtenu le plus de corners.
| Date       | Tour        | Adversaire           | Lieu                     | Score | Buteurs       |
| ---------- | ----------- | -------------------- | ------------------------ | ----- | ------------- |
| 31/08/1956 | Demi-finale | ASPTT Casablanca     | Stade Philip, Casablanca | 2 - 2 | ? , ?         |
| 02/09/1956 | 3e place    | Tihad Athletic Sport | Stade Philip, Casablanca | 4 - 2 | ? , ? , ? , ? |

### Entraîneurs
Pour disputer les trois matchs décisifs des barrages d'accès au championnat, Mohamed Maâti Bouabid fait venir l'ancien joueur et entraineur adjoint du WAC, Kacem Kacemi, qui va quitté le banc touche des verts après trois victoires comme convenu.
L'intérim est ensuite assuré par Abdelkader Jalal, directeur technique depuis 1950 qui a succédé à Mohamed Naoui au poste d'entraîneur en 1954, qui accompagne l'équipe pendant ses premiers pas en championnat.
En décembre 1956, le Raja voit l'arrivée de l'homme qui va influencer sa destinée et façonner son identité, Affani Mohamed Ben Lahcen, dit Père Jégo. Premier marocain titulaire d'un diplôme d'entraîneur, et fondateur de la section football du Wydad AC qu'il mena vers ses premiers trophées, il est poussé vers la sortie par la direction et se retrouve hors du club pour des raisons pas très claires. Il arrive alors au Raja avec comme objectif de former une équipe compétitive qui va mener la vie dure à l'équipe qui l'a viré,.

### Complexe Raja-Oasis
Le Complexe sportif Raja-Oasis, ex Stade de l'aviation, a ouvert ses portes en 1932 par son club propriétaire, l'US Marocaine, dans la Cité des sports (l'actuel quartier l'Oasis), au centre de Casablanca.
Durant le Protectorat français, le Raja Club Athletic n'avait pas de terrain fixe pour s'entraîner et jouer ses matchs ; il faisait usage du Stade L'hwiyet (muret en français) qui se situait sur l'avenue 2 mars, du Stade Jrid ou du Stade de la Jeunesse parfois, tous les deux placés à Derb Sultan, le berceau historique du club. Quant au siège du club, il était localisé dans le quartier de Grigouane, no 122 rue no 5, à Derb Sultan.
Après la dissolution de l'Union Sportive Marocaine en 1958 et la liquidation de ses biens, le Raja récupère le droit d'exploitation du Complexe de l'aviation grâce notamment aux efforts d'Abdelkader Jalal et Boujemaâ Kadri, alors secrétaire général du club.
Après sa récupération par le Raja CA, il prend son nom actuel du Complexe sportif Raja-Oasis. Il sera choisi pour abriter le centre d'entraînement de l'équipe A et le centre de formation des jeunes.

## Critérium et barrages
Après l'arrêt des championnats nationaux en 1955, un critérium les remplace pour assurer une continuité du football dans le pays. Mais les troubles politiques puis la déclaration de l'indépendance du royaume en mars 1956 signent l'annulation du critérium. Le Raja démarre donc la saison 1956-1957 avec des barrages organisés par la Fédération royale marocaine de football, où il devra gagner ses trois matchs pour faire partie des premières 16 équipes d'élite d'après-indépendance. 
Le Raja domine ses adversaires et bat successivement le KSNAC Casablanca (4-1), l'Union sportive de Ben Ahmed (2-0) et l'Olympique de Ouezzane, qui venait de disputer le Championnat d'Afrique du Nord la saison d'avant, sur un score fleuve de 7-1.  
Le Raja fut ainsi la première équipe à accéder à la première division du fait que son match décisif fut joué à 8h30 au Stade Philipe. Ce match contre l'Olympique de Ouazzane a également été comptabilisé comme le premier tour de la Coupe du trône. 
| Date       | Tour    | Adversaire                  | Lieu                      | Score | Buteurs                                 |
| ---------- | ------- | --------------------------- | ------------------------- | ----- | --------------------------------------- |
| 15/09/1956 | Match 1 | KSNAC Casablanca            | Stade Philipe, Casablanca | 4 - 1 | ? , ? , ? , ?                           |
| 20/09/1956 | Match 2 | Union sportive de Ben Ahmed | Stade Philipe, Casablanca | 2 - 0 | Moussa Hanoun , Abderrahmane Acila      |
| 07/10/1956 | Match 3 | Olympique de Ouezzane       | Stade Philipe, Casablanca | 7 - 1 | Hamid Bahij , Moussa Hanoun , ? , ? , ? |

## Botola
La Botola 1956-1957 est la 1re édition du championnat du Maroc de football sous l'égide de la Fédération royale marocaine de football. Elle a fait suite au Championnat du Maroc qui était organisé par la Ligue du Maroc de Football Association. Elle oppose seize clubs regroupés au sein d'une poule unique où les équipes se rencontrent deux fois, à domicile et à l'extérieur. 
La division oppose seize clubs en une série de trente rencontres, chaque club se rencontrant à deux reprises, et les quatre derniers sont relégués en seconde division. Les meilleures équipes ne participent à aucune compétition africaine, la Confédération africaine de football a été créée en 1957 et sa Ligue des champions n'a vu le jour qu'en 1964.

### Phase aller
| Date         | Journées     | Adversaire                        | Lieu                                | Résultat     | Buteurs                   | Rapport |
| ------------ | ------------ | --------------------------------- | ----------------------------------- | ------------ | ------------------------- | ------- |
| MATCHS ALLER | MATCHS ALLER | MATCHS ALLER                      | MATCHS ALLER                        | MATCHS ALLER | MATCHS ALLER              | [ 12 ]  |
| 10/11/1956   | 1re journée  | Fath Union Sport                  | Stade Belvédère, Rabat              | 2 - 0        | -                         |         |
| 17/11/1956   | 2e journée   | Sporting des Roches Noires        | Stade Philipe, Casablanca           | 2 - 0        | Hamid Bahij , Ahmed Naoui |         |
| ??/??/????   | 3e journée   | Quartier industriel de Casablanca | Stade Philipe, Casablanca           | 2 - 2        | ? , ?                     |         |
| ??/??/????   | 4e journée   | Kawkab de Marrakech               | Stade El Harti, Marrakech           | 1 - 1        | ?                         |         |
| ??/??/????   | 5e journée   | ASCOM                             | Stade Philipe, Casablanca           | 1 - 3        | ? , ? , ?                 |         |
| ??/??/????   | 6e journée   | Stade Marocain                    | Stade Ahmed-Chhoude, Rabat          | 1 - 1        | ?                         |         |
| ??/??/????   | 7e journée   | Kénitra Athletic Club             | Stade municipal de Kénitra, Kénitra | 1 - 0        | -                         |         |
| ??/??/????   | 8e journée   | Mouloudia Club d'Oujda            | Stade municipal d'Oujda, Oujda      | 6 - 0        | -                         |         |
| ??/??/????   | 9e journée   | Union Sportive Marocaine          | Stade Philipe, Casablanca           | 1 - 1        | ?                         |         |
| 10/02/1957   | 10e journée  | Wydad Athletic Club               | Stade Philipe, Casablanca           | 0 - 1        | Mohamed Laâchir El Ouejdi |         |
| ??/??/????   | 11e journée  | Difaâ d'El Jadida                 | Stade Mazagan, El Jadida            | 2 - 3        | ? , ? , ?                 |         |
| ??/??/????   | 12e journée  | Moghreb de Tétouan                | Stade Saniat-Rmel, Tétouan          | 1 - 2        | ? , ?                     |         |
| ??/??/????   | 13e journée  | Racing Athletic Club              | Stade Philipe, Casablanca           | 1 - 0        | -                         |         |
| ??/??/????   | 14e journée  | Maghreb de Fès                    | Stade Mohammed-V, Casablanca        | 1 - 1        | ?                         |         |
| ??/??/????   | 15e journée  | Tihad Athletic Sport              | Stade Mohammed-V, Casablanca        | 1 - 0        | -                         |         |

### Phase retour
| Date          | Journées      | Adversaire                        | Lieu                         | Résultat      | Buteurs        | Rapport |
| ------------- | ------------- | --------------------------------- | ---------------------------- | ------------- | -------------- | ------- |
| MATCHS RETOUR | MATCHS RETOUR | MATCHS RETOUR                     | MATCHS RETOUR                | MATCHS RETOUR | MATCHS RETOUR  | [ 13 ]  |
| ??/??/????    | 16e journée   | Fath Union Sport                  | Stade Mohammed-V, Casablanca | 0 - 0         | -              |         |
| ??/??/????    | 17e journée   | Sporting Club des Roches Noires   | Stade Philipe, Casablanca    | 0 - 2         | ? , ?          |         |
| ??/??/????    | 18e journée   | Quartier industriel de Casablanca | Stade Philipe, Casablanca    | 2 - 0         | ? , ?          |         |
| ??/??/????    | 19e journée   | Kawkab de Marrakech               | Stade Philipe, Casablanca    | 0 - 2         | -              |         |
| ??/??/????    | 20e journée   | ASCOM                             | Stade Ahmed-Chhoude, Rabat   | 0 - 2         | ? , ?          |         |
| ??/??/????    | 21e journée   | Stade Marocain                    | Stade Philipe, Casablanca    | 1 - 2         | ?              |         |
| ??/??/????    | 22e journée   | Kénitra Athletic Club             | Stade Philipe, Casablanca    | 1 - 1         | ?              |         |
| ??/??/????    | 23e journée   | Mouloudia Club d'Oujda            | Stade Mohammed-V, Casablanca | 2 - 1         | ? , ?          |         |
| ??/??/????    | 24e journée   | Union Sportive Marocaine          | Stade Mohammed-V, Casablanca | 0 - 1         | Mohamed Bhaïja |         |
| 02/06/1957    | 25e journée   | Wydad Athletic Club               | Stade Mohammed-V, Casablanca | 0 - 3         | -              |         |
| ??/??/????    | 26e journée   | Difaâ d'El Jadida                 | Stade Philipe, Casablanca    | 0 - 2         | -              |         |
| ??/??/????    | 27e journée   | Moghreb de Tétouan                | Stade Philipe, Casablanca    | 3 - 1         | ? , ? , ?      |         |
| ??/??/????    | 28e journée   | Racing Athletic Club              | Stade Philipe, Casablanca    | 1 - 2         | ?              |         |
| ??/??/????    | 29e journée   | Maghreb de Fès                    | Stade Mohammed-V, Fès        | 0 - 0         | -              |         |
| ??/??/????    | 30e journée   | Tihad Athletic Sport              | Stade Mohammed-V, Casablanca | 2 - 3         | ? , ?          |         |

### Classement
| Rang | Équipe                | Pts | J  | G  | N  | P  | Bp | Bc | Diff |
| ---- | --------------------- | --- | -- | -- | -- | -- | -- | -- | ---- |
| 1    | Wydad AC              | 73  | 30 | 18 | 7  | 5  | 51 | 23 | +28  |
| 2    | KAC Marrakech         | 69  | 30 | 15 | 9  | 6  | 48 | 31 | +17  |
| 3    | MC Oujda CdT          | 66  | 30 | 14 | 8  | 8  | 53 | 32 | +21  |
| 4    | Tihad AS              | 66  | 30 | 13 | 10 | 7  | 35 | 24 | +11  |
| 5    | Fath US               | 64  | 30 | 13 | 8  | 9  | 42 | 30 | +12  |
| 6    | US Marocaine          | 64  | 30 | 11 | 12 | 7  | 39 | 34 | +5   |
| 7    | Maghreb de Fès        | 63  | 30 | 11 | 11 | 8  | 39 | 39 | 0    |
| 8    | Racing AC             | 62  | 30 | 13 | 6  | 11 | 44 | 32 | +12  |
| 9    | Difaâ d'El Jadida     | 61  | 30 | 8  | 15 | 7  | 38 | 33 | +5   |
| 10   | Raja Club Athletic    | 60  | 30 | 11 | 8  | 11 | 34 | 38 | -4   |
| 11   | Kénitra AC            | 59  | 30 | 10 | 9  | 11 | 34 | 34 | 0    |
| 12   | Stade Marocain        | 58  | 30 | 8  | 12 | 10 | 35 | 40 | -5   |
| 13   | Moghreb de Tétouan ↓  | 57  | 30 | 9  | 9  | 12 | 44 | 52 | -8   |
| 14   | ASCOM ↓               | 52  | 30 | 6  | 10 | 14 | 33 | 42 | -9   |
| 15   | SCC Roches Noires ↓   | 45  | 30 | 5  | 5  | 20 | 25 | 56 | -31  |
| 16   | Quartier industriel ↓ | 41  | 30 | 1  | 9  | 20 | 14 | 68 | -54  |

- Champion
- Vice-champion
- Relégué en Championnat du Maroc de football D2

- Abréviations

CdT : Vainqueur de la Coupe du Trône de football 1956-1957

L'ancien barème de points: 3 points pour une victoire, 2 points pour un nul et 1 point pour une défaite.

## Coupe du trône
La Coupe du trône 1956-1957 est la 1re édition de la Coupe du Trône de football sous l'égide de la Fédération royale marocaine de football. C'est une compétition à élimination directe, organisée annuellement et ouverte aux clubs amateurs et professionnels affiliés à la FRMF. 
La rencontre du premier tour contre l'Olympique de Ouazzane a également été comptabilisée comme le dernier match des barrages d'accès au championnat. 
Le Raja sort des huitièmes de finale face au Kawkab de Marrakech en match rejoué (1-0), après un nul (2-2) au Stade El Harti. 
| Date       | Tour                    | Adversaire          | Lieu                            | Score | Buteurs                                 |
| ---------- | ----------------------- | ------------------- | ------------------------------- | ----- | --------------------------------------- |
| 07/10/1956 | 1/16e de finale         | Olympique Ouazzane  | Stade Philipe, Casablanca       | 7 - 1 | Hamid Bahij , Moussa Hanoun , ? , ? , ? |
| 13/10/1956 | 1/8e de finale          | Kawkab de Marrakech | Stade El Harti, Marrakech       | 2 - 2 | ? , ?                                   |
| 16/10/1956 | 1/8e de finale (rejoué) | Kawkab de Marrakech | Stade Marcel-Cerdan, Casablanca | 0 - 1 | -                                       |

## Statistiques collectives
| Compétition    | Résultat     | Matchs joués | Gagnés | Nuls | Perdus | Buts pour | Buts contre | Différence |
| -------------- | ------------ | ------------ | ------ | ---- | ------ | --------- | ----------- | ---------- |
| Botola         | 10e          | 30           | 11     | 8    | 11     | 34        | 38          | -4         |
| Coupe du Trône | 8e de finale | 3            | 1      | 1    | 1      | 9         | 4           | +5         |
| Total          | Total        | 33           | 12     | 9    | 12     | 43        | 42          | +1         |